# كاريل دورمان (فئة سفن دعم)
السفينة إتش إن إل إم إس كاريل دورمان HNLMS Karel Doorman A833 ((بالهولندية: Zr.Ms. Karel Doorman)‏) هي السفينة الوحيدة بالفئة كاريل دورمان، وهي سفينة دعم -متعددة الوظائف- للعمليات البرمائية، وفي خدمة كل من البحرية الملكية الهولندية والبحرية الألمانية. وقد حلت كاريل دورمان محل كل من سفينتي إمداد الوقود HNLMS Zuiderkruis (التي أُلغيت في فبراير 2014)، والسفينة HNLMS Zuiderkruis (والتي تم بيعها إلى بيرو في ديسمبر 2014). وتعد هذه السفينة بطولها الذي يصل إلى 204.7 متر هي أضخم سفينة في خدمة البحرية الملكية الهولندية.
تم بناء السفينة في حوض بناء السفن Damen في جالاتي برومانيا، وفي 16 أغسطس 2013 وصلت السفينة إلى فليسينجين بهولندا حيث إكتمل التجهيز وتركيب منظومات الأسلحة. وفي سبتمبر 2013 تم الإعلان عن أنه كجزء من سلسلة الإجراءات الهولندية لخفض ميزانية الدفاع، فإن السفينة لن تدخل الخدمة العسكرية،  ولكن هذا القرار تم التراجع عنه من قبل الحكومة الهولندية.
وقد وصلت تكلفة السفينة إلى 400 مليون يورو.
في 4 فبراير 2016، وقعت الوزيرة الألمانية أورسولا فون دير لاين، والوزيرة الهولندية جانين هينيس بلاسشايرت  خطاب نوايا على السفينة التابعة للبحرية الملكية الهولندية كاريل دورمان. وبهذا أصبحت البحرية الألمانية -وبالتنسيق مع نظيرتها الهولندية- قادرة على استخدام أكبر سفينة في الأسطول الهولندي.

## الخصائص

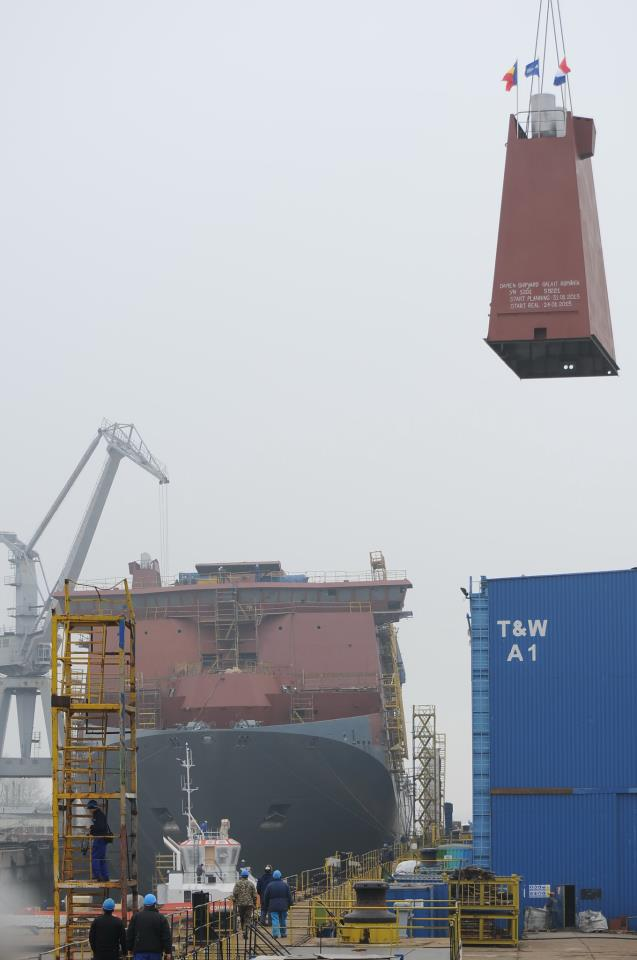
تركيب آخر جزء بالسفينة

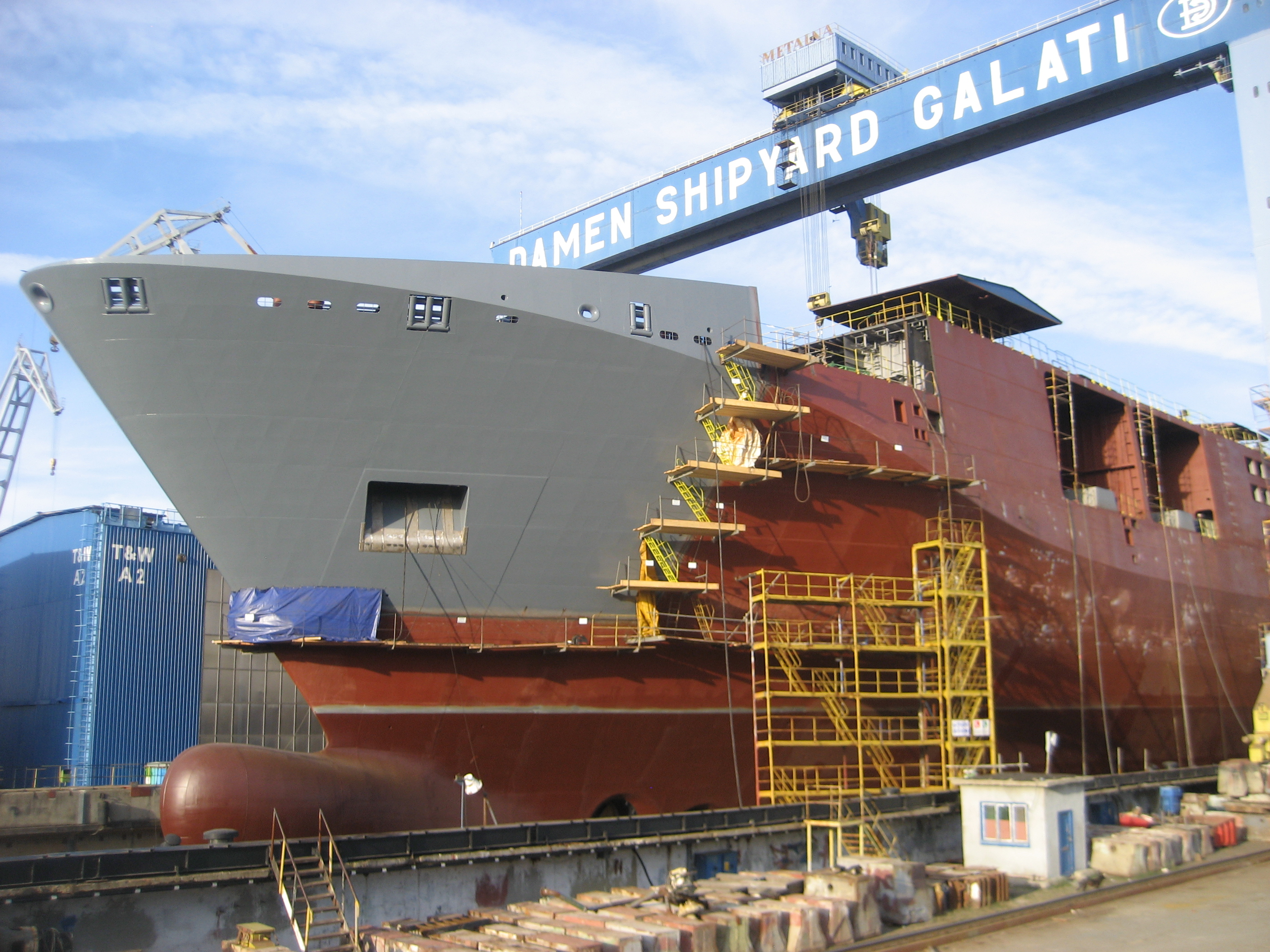
بناء القوس

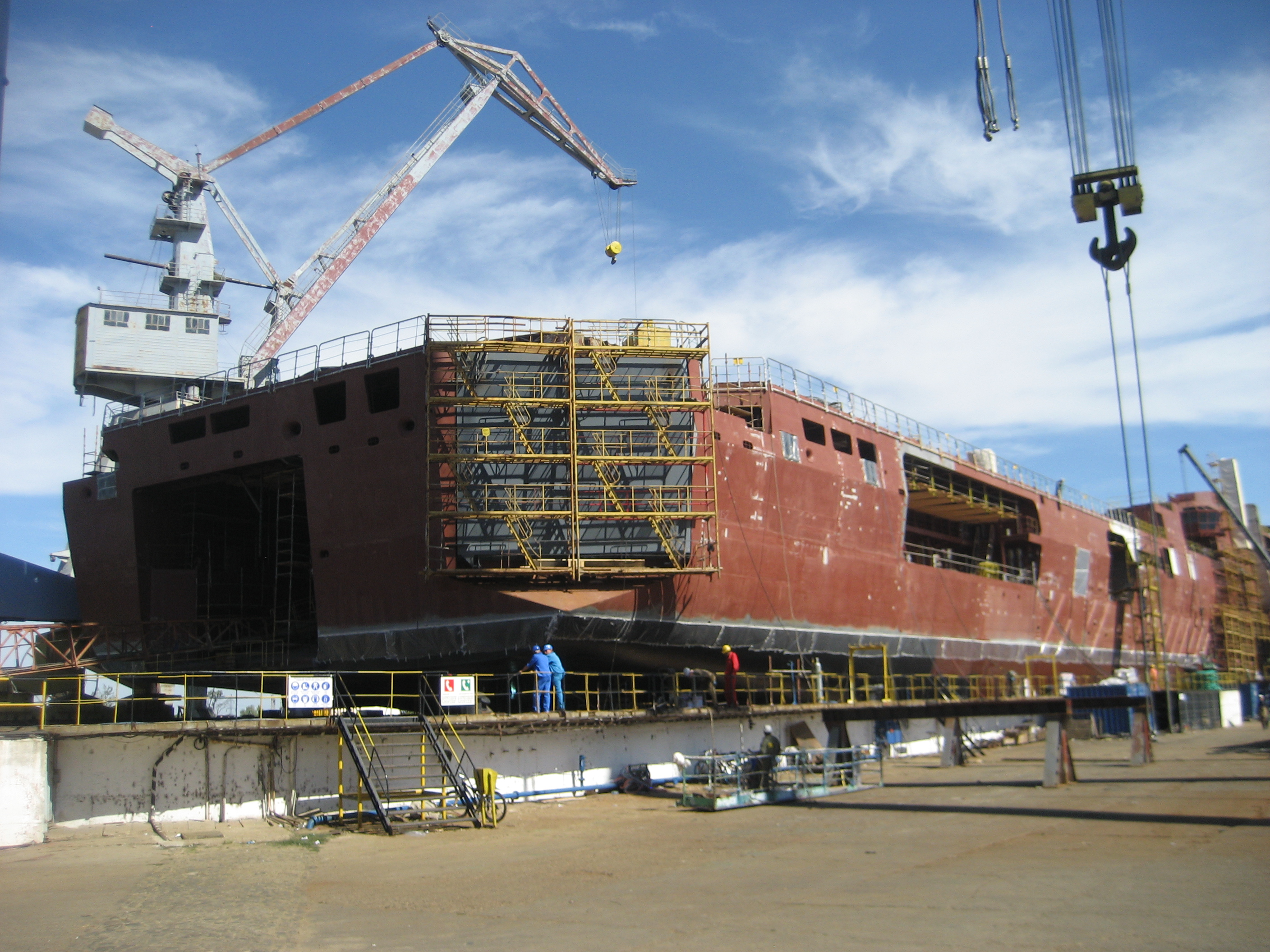
استكمال البناء

للحصول على الدعم البحري المطلوب من السفينة، تم تزويدها بصاريين من تقنية Replenishment-At-Sea ، وصممت لاستيعاب حوالي 8000 م3 من الوقود، وأكثر من 1000 م3 من وقود المروحيات، وحوالي 450 م3 من المياه الصالحة للشرب وكذلك 400 طن من الذخيرة والإمدادات الأخرى.
بالسفينة 2000 متر من الحارات لنقل المواد ونقل المركبات المجنزرة والمدولبة وكذلك الحاويات. وبالسفينة مصعد، ورافعة (ونش) لحمولات تصل إلى 40 طن، ومنظومة دحرجة roll on/roll off للمركبات، وقد تم تجهيز السفينة باثنين من قوارب الإنزال LCVP
تمتاز السفينة بوجود سطح رحب للمروحيات، مع مهبطين لمروحيتين من طراز شينوك ويمكنهما الهبوط في نفس الوقت، ومرآب بسعة تخزين تصل إلى 6 مروحيات متوسطة الحجم، من طراز NH-90 أو CH-47F أو AH-64D Apache.
ويمكن للسفينة أن تستوعب ما يصل إلى 300 فرد، من بينهم 159 فرداًَ كطاقم للسفينة. وبالسفينة غرفة قيادة وعمليات للقادة، ومرافق مستشفى كبيرة بسعة 20 منطقة للعلاج، وغرفتين للجراحة.

وتسمح مرونة الوحدات بالسفينة بتكوين مناطق مؤقتة للأشخاص الذين تم إجلاؤهم أو السجناء.
وقد تم تصميم السفينة لتكون بمثابة منصة عمليات بحرية تعمل على دعم العمليات البرمائية، والقوات البرية، مع الدعم اللوجستي وتوفير الإمدادات ودعم بالمروحيات سواء المخصصة منها للنقل والهجومية.

## التسليح
تمتاز سفينة الدعم اللوجيستي المشترك JLSS بتسليح أعلى من ذلك المتوفر لمنصات الإنزال والإمداد، ومع ذلك يبقى الهدف الرئيسي منه هو توفير الحماية الذاتية Self-defence
وفي المهام عالية المخاطر تحتاج السفينة لحماية إضافية قد توفرها فرقاطات أو مدمرات.

منظومتا أسلحة للقتال القريب Goalkeeper CIWS تعملا على حماية السفينة ضد الصواريخ والطائرات بالمدى القصير، بينما يوفر مدفعان من أوتو ميلارا مارلين Oto Melara Marlin WS عيار 30 ملم الحماية ضد أهداف سطحية صغيرة مثل الزوارق عالية السرعة.
وقد اختيرت نفس الأسلحة لسفن الدوريات البحرية الهولندية. وجميع أنظمة الأسلحة على متن JLSS يتم التحكم فيها عن بعد من غرفة القيادة والعمليات.

## باقة المستشعرات
تتمتع كارل دورمان بنفس مجموعة أجهزة الاستشعار مثل سفن الدوريات البحرية من فئة Holland-class offshore patrol vessels . وتوجد جميع أنظمة الاستشعار في صاري متكامل والذي توفره شركة تاليس هولندا باسم I-Mast 400، ويضم هذا الصاري راداراً للتحذير الجوي من طراز SeaMaster 400 SMILE ، وكذلك رادار طور الصفيف النشط لكشف أهداف السطح وتتبعها SeaWatcher 100، ونظام إنذار كهروبصري/وأشعة تحت الحمراءGateKeeper
وبوجود هذه الأنظمة تتوفر للسفينة القدرة على مراقبة 140 ميل بحري باستخدام أنظمة الاستشعار والاتصالات المتكاملة Integrated Sensor and Communication Systems (ISCS) من تاليس Thales Nederland
| الرقم المتسلسل | إسم السفينة  | تاريخ بدأ البناء | التدشين        | دخول الخدمة   |
| -------------- | ------------ | ---------------- | -------------- | ------------- |
| A833           | كاريل دورمان | 7 يونيو 2011     | 17 أكتوبر 2012 | 29 أبريل 2015 |

## تاريخ الخدمة

### 2014
على الرغم من أن كاريل دورمان كانت قد انتهت لتوها من تجارب الإبحار ولم يكن قد تم تكليفها بشكل رسمي بعد، فقد تم أرسالها في 6 نوفمبر 2014 إلى غرب أفريقيا في مهمة لثلاثة أشهر، وذلك لتقديم المعونة إلى البلدان التي ضربتها الإيبولا. وقد تم تحميلها ببضائع مختلفة في 91 حاوية، بالإضافة إلى 155 مركبة بما في ذلك سيارات الإسعاف.

وفي 18 نوفمبر، وصلت السفينة إلى فريتاون بسيراليون لتفريغها لأول مرة.

### 2015
في 24 أبريل 2015 تم إدخال كاريل دورمان رسميا في الخدمة، ومنذ ذلك الحين تم تسميتها HNLMS Karel Doorman برقم متسلسل A833

### 2016
في 3 فبراير 2016، رست كارل دورمان في أمستردام بهولندا. وفي فبراير من نفس العام أن تشارك البحرية الألمانية نظيرتها الهولندية في استخدام السفينة كاريل دورمان.